# 死
死 produit le même son shi à la prononciation comme le chiffre 4 en japonais. 死 signifie la « mort ».
Son caractère Unicode est 6B7B.